# Megaselia arcuata
Megaselia arcuata är en tvåvingeart som först beskrevs av Malloch 1912.  Megaselia arcuata ingår i släktet Megaselia och familjen puckelflugor. Inga underarter finns listade i Catalogue of Life.